# عبدالقادر الیاس
عبدالقادر الیاس باکور (عربی: عبدالقادر الياس باكور؛ زاده ۱۷ اوت ۱۹۹۰) یک بازیکن فوتبال اهل قطر است.

## تیم ملی
وی همچنین در تیم ملی فوتبال قطر بازی کرده است.